# Zacharovce
Zacharovce (in ungherese: Zeherje) è un comune della Slovacchia facente parte del distretto di Rimavská Sobota, nella regione di Banská Bystrica.